# Гай Аквилий Флор
Гай Аквилий Флор (на латински: Gaius Aquillius Florus) e политик на Римската република през Първата пуническа война.
Произлиза от фамилията Аквилии и като homo novus през 259 пр.н.е. е избран за консул с колега Луций Корнелий Сципион. Той оперира успешно в Сицилия против картагенския военачалник Хамилкар Барка.. Следващата година той остава на бойното място с Imperium и след това празнува триумф.